# Cinghiale di Erimanto

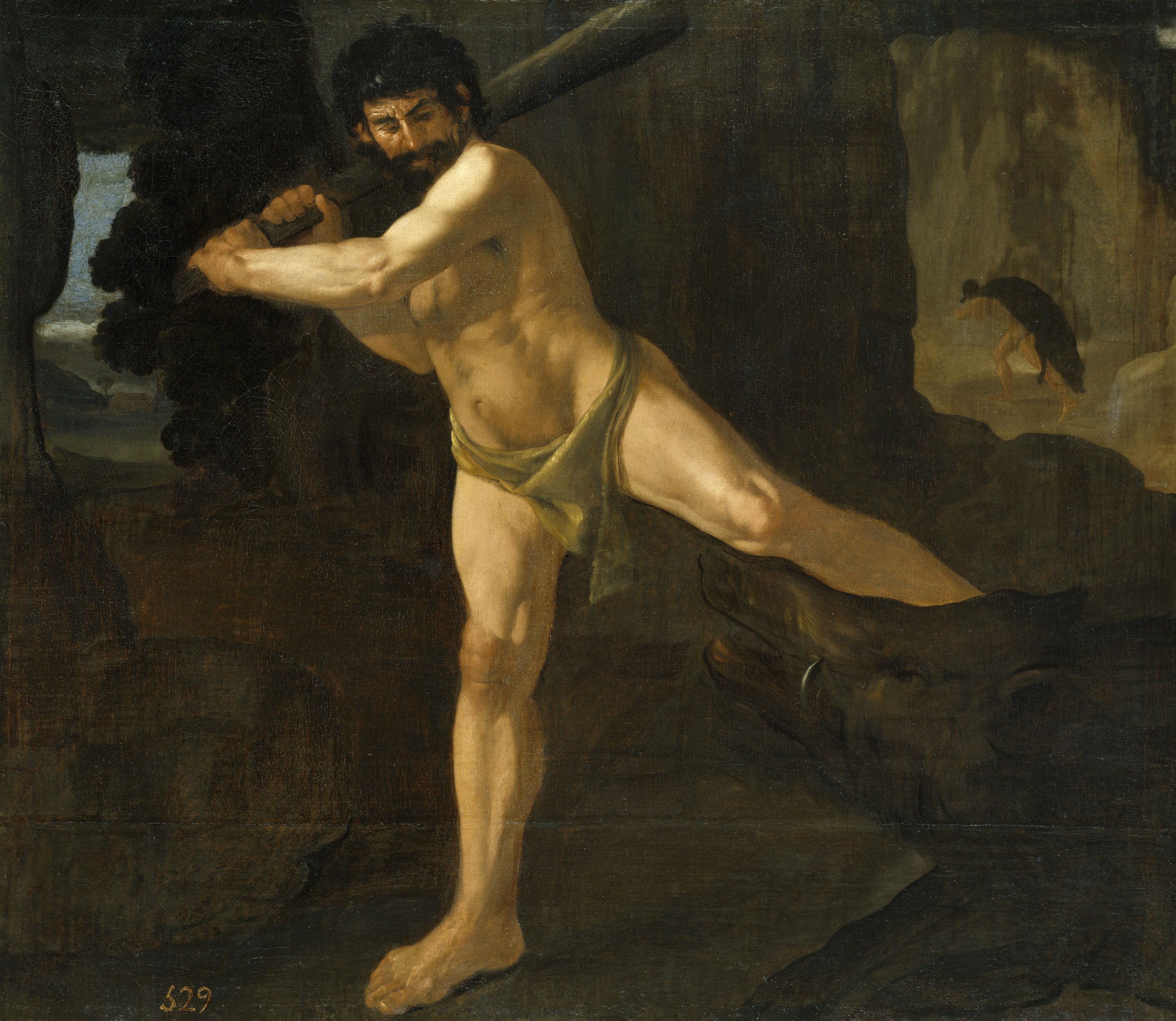
Ercole e il Cinghiale di Erimanto (1634), di Francisco de Zurbarán, conservato al Prado di Madrid.

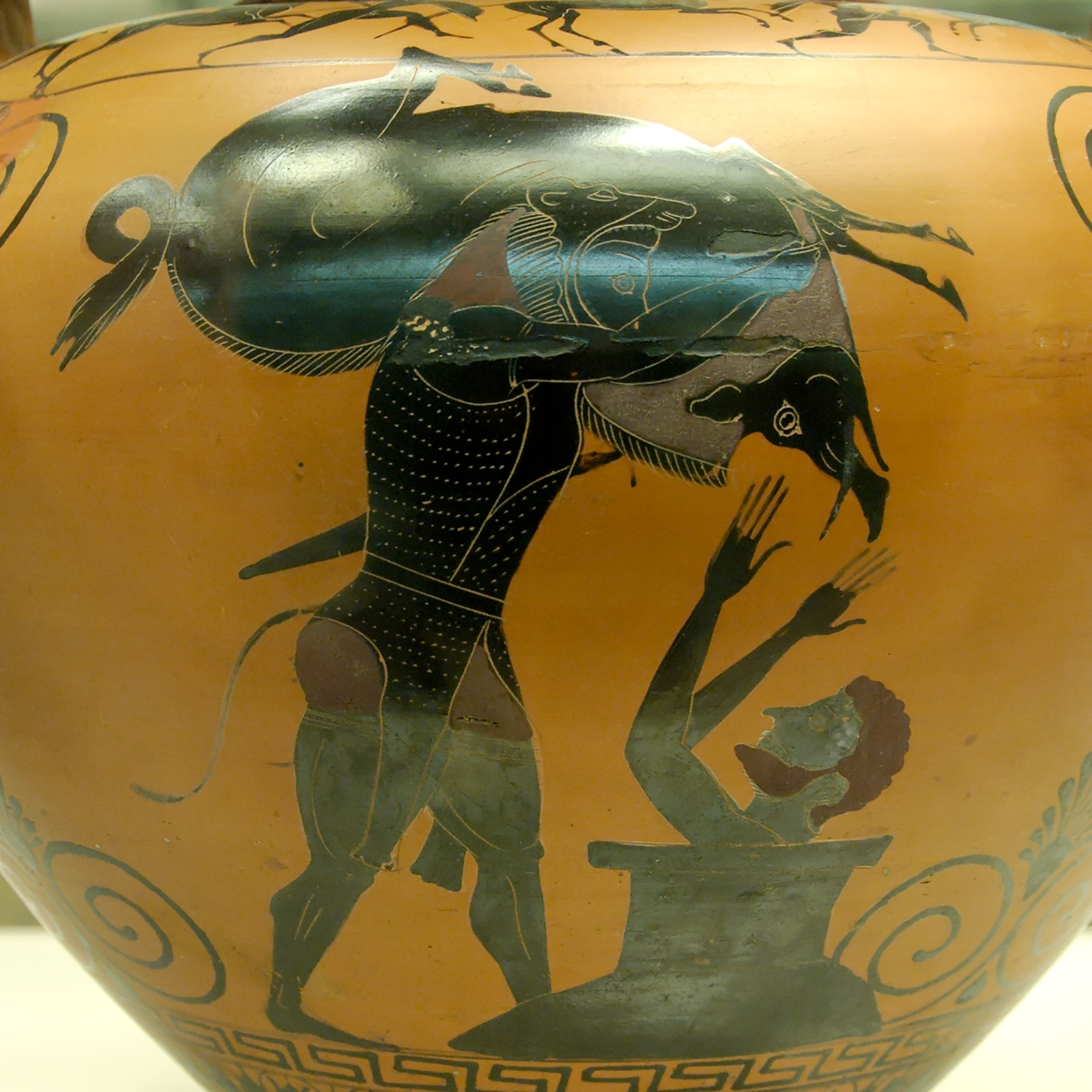
Eracle porta a Euristeo il cinghiale di Erimanto (vaso greco del 550 a.C. ca.).

Nella mitologia greca, il cinghiale di Erimanto (in greco antico: ὁ Ἐρυμάνθιος κάπρος?; in latino aper Erymanthius) era un poderoso e ferocissimo esemplare di suide che viveva sul monte Erimànto e che terrorizzava tutta la regione.

## Mitologia
Secondo il racconto, Eracle riuscì eroicamente a catturarlo vivo e lo portò a Euristeo che, per la paura, si nascose in una botte.
La sua cattura fu la quarta delle dodici fatiche di Ercole.